# Pinheiro de Coja
Pinheiro de Coja ist eine Ortschaft und ehemalige Gemeinde (Freguesia) im portugiesischen Kreis (Concelho) von Tábua im Distrikt Coimbra. Am 30. Juni 2011 hatte die Gemeinde 313 Einwohner auf einem Gebiet von 12,2 km².
Im Zuge der kommunalen Neuordnung Portugals nach den Kommunalwahlen am 29. September 2013 wurde Pinheiro de Coja mit Meda de Mouros zur neuen Gemeinde União das Freguesias de Pinheiro de Coja e Meda de Mouros zusammengeschlossen. Sitz der neuen Gemeinde wurde Pinheiro de Coja.